# NGC 5748
NGC 5748 (również PGC 52672) – galaktyka spiralna (S), znajdująca się w gwiazdozbiorze Wolarza. Odkrył ją Édouard Jean-Marie Stephan 14 czerwca 1882 roku. Należy do galaktyk Seyferta typu 2.